# Перри, Джордж Эдуард
Джордж Эдуард Перри (англ. George Edward Perry; 15 мая 1931, Дерби — 9 февраля 2003, Лондон) — британский предприниматель в области звукозаписи, основатель лейбла Hyperion Records, специализирующегося на академической музыке, «одной из наиболее значительных независимых компаний» в этой области.
Получил первоначальное образование в полиграфической области, Перри с 18-летнего возраста так или иначе сотрудничал с различными звукозаписывающими фирмами в Великобритании и Австралии. В 1963—1972 гг. Перри переключился на торговлю мороженым, чтобы обеспечить образование своим детям, а затем вновь обратился к малодоходному бизнесу звукозаписи и в 1980 г., наконец, основал собственную компанию, по поводу которой заметил однажды: «Я не могу заботиться о маркетинге. Это пошло». На ранней стадии существования бизнеса Перри подрабатывал таксистом по ночам, чтобы вкладывать деньги в производство дисков. Общая манера Перри вести дела отличалась неформальностью: Кристофер Пейдж, записавший с Перри 24 альбома, вспоминает, что у него так и не было контракта с фирмой.
Оригинальная концепция, в соответствии с которой Hyperion Records в значительной степени работает с редким и труднодоступным музыкальным материалом, малоизвестными композиторами, малораспространёнными редакциями и т. п., обеспечила Перри и его проекту высокую репутацию в профессиональных кругах. Норман Лебрехт назвал его в некрологе «святым покровителем независимых [лейблов]», человеком, «спасшим душу классической звукозаписи».